# Teasing Master Takagi-san
Teasing Master Takagi-san (яп. からかい上手の高木さん Каракай дзё:дзу но Такаги-сан, «Мастер дразнилок Такаги») — манга, написанная и проиллюстрированная Соитиро Ямамото. В манге рассказывается о повседневной жизни Такаги, которой нравится дразнить своего одноклассника Нисикату, и о неудачных попытках Нисикаты отомстить ей.
Аниме-телесериал производства Shin-Ei Animation транслировался с января по март 2018 года. Оригинальная видео-анимация (OVA) была выпущена в июле 2018 года. Второй сезон транслировался с июля по сентябрь 2019 года. Третий сезон транслировался с января по март 2022 года. В июне 2022 года состоялась премьера полнометражного аниме-фильма, который является продолжением третьего сезона сериала. Также сюжет манги адаптирован в формат дорамы, трансляция которой проходила с апреля по май 2024 года.
В 2021 году Teasing Master Takagi-san выиграла премию манги Shogakukan в категории «сёнэн».

## Сюжет
Ученики средней школы Нисиката и Такаги сидят в классе рядом друг с другом. Такаги, которая влюблена в Нисикату, нравится дразнить его смущающими розыгрышами и шутками. В ответ Нисиката создаёт планы мести, но они всегда терпят неудачу, когда она определяет его слабости и извлекает из них выгоду. Действие происходит в городе Тоносё, префектура Кагава.

## Персонажи
Такаги (яп. 高木さん Такаги-сан) — главная героиня, соседка по парте и одноклассница Нисикаты. Такаги нравится проводить время, дразня Нисикату; она влюблена в него и наслаждается его реакцией на её розыгрыши.
Сэйю: Риэ Такахаси; исполнение роли: Руй Цукисима (дорама); Мэй Нагано (игровой фильм)
Нисиката (яп. 西片くん Нисиката-кун) — одноклассник Такаги, которого она любит дразнить и заставлять его краснеть от смущения. Он постоянно пытается отомстить ей, но Такаги всегда пользуется ситуацией и мешает его планам. Нисиката все больше влюбляется в Такаги, но отказывается признать это.
Сэйю: Юки Кадзи; исполнение роли: Соя Курокава (дорама); Фумия Такахаси (игровой фильм)
Мина Хибино (яп. 日比野 ミナ Хибино Мина) — девочка с большими бровями и ребяческим поведением. Подруга Юкари и Санаэ.
Сэйю: Кономи Кохара
Юкари Тэнкава (яп. 天川 ユカリ Тэнкава Юкари) — подруга Мины и Санаэ и президент класса. Хотя она пытается сохранять видимость зрелости как президент класса, она регулярно позволяет одноклассникам копировать её ответы, чтобы никто не потерпел неудачу.
Сэйю: M.A.O
Санаэ Цукимото (яп. 月本 サナエ Цукимото Санаэ) — лучшая подруга Мины, невозмутимая и тихо забавляющая её выходками.
Сэйю: Юй Огура
Накаи (яп. 中井) — друг и одноклассник Нисикаты; он влюблен в Мано.
Сэйю: Юма Утида; исполнение роли: Дзин Судзуки (игровой фильм)
Мано (яп. 真野) — одноклассница Нисикаты и Такаги; она влюблена в Накаи.
Сэйю: Котори Коиваи; исполнение роли: Юна Тайра (игровой фильм)
Такао (яп. 高尾) — один из близких друзей Нисикаты вместе с Кимурой. Мальчик в очках с острыми зубами.
Сэйю: Нобухико Окамото
Кимура (яп. 木村) — один из друзей Нисикаты вместе с Такао. Толстый мальчик, который не любит бегать.
Сэйю: Фукуси Отиай
Учитель Танабэ (яп. 田辺先生 Танабэ-сэнсэй) — серьёзный классный руководитель Нисикаты и Такаги.
Сэйю: Хината Тадокоро; исполнение роли: Ёсукэ Эгути (игровой фильм)
Хамагути (яп. 浜口) — один из друзей Нисикаты. Он пытается вести себя взрослее, чтобы заинтересовать Ходзё.
Сэйю: Коки Утияма; исполнение роли: Осиро Маэда (игровой фильм)
Ходзё (яп. 北条さん Хо:дзё:-сан) — привлекательная ученица, которой нравятся взрослые люди.
Сэйю: Аой Юки; исполнение роли: Сара Сида (игровой фильм)
Сумирэ Такагава (яп. 鷹川 すみれ Такагава Сумирэ) — близкая подруга Такаги с характерной причёской в виде конского хвоста. Она разделяет с Такаги удовольствие от долгих прогулок.
Сэйю: Мадока Асахина
Ти Нисиката (яп. 西片 ちー Нисиката Ти) — дочь Такаги и Нисикаты. Впервые появившись в 31 главе основной серии, она также является одним из главных героев спин-оффа Karakai Jozu no (Moto) Takagi-san, действие которого разворачивается спустя годы после событий основной серии. В то время как Ти обычно присоединяется к своей матери в её розыгрышах над отцом, ей всегда не удаётся перехитрить саму Такаги.
Сэйю: Юмэ Миямото

## Медиа

### Манга
Teasing Master Takagi-san написана и проиллюстрирована Соитиро Ямамото. Её выпуск начался 12 июня 2013 года в приложении к ежемесячному сёнэн-журналу Monthly Shonen Sunday Mini издательства Shogakukan и 12 июля 2016 года её выпуск был перенесён в журнал Monthly Shonen Sunday. 11 августа 2023 года в сентябрьском выпуске журнала Monthly Shonen Sunday было объявлено о том, что манга завершится 12 октября этого же года. Всего главы манги были скомпонованы в двадцать томов-танкобонов. Финальный двадцатый том поступил в продажу 12 января 2024 года.
В ноябре 2017 года издательство Yen Press объявило о приобретении прав на публикацию манги на английском языке в Северной Америке.

#### Спин-оффы
Первый спин-офф манги под названием Ashita wa Doyobi (яп. あしたは土曜日 Асита ва Доё:би, «Завтра суббота») выпускался в газете Yomiuri Chukosei Shimbun с ноября 2014 года по ноябрь 2015 года и был издан в двух томах. Он также был адаптирован в рамках аниме-сериала Teasing Master Takagi-san в 2018 году.
Второй спин-офф манги под названием Koi ni Koisuru Yukari-chan (яп. 恋に恋するユカリちゃん Кои ни Коисуру Юкари-тян, «Любовь Юкари») выпускался в Monthly Shonen Sunday с 12 июля 2017 года по 11 апреля 2020 года.
Третий спин-офф под названием Karakai Jozu no (Moto) Takagi-san (яп. からかい上手の（元）高木さん Каракай дзё:дзу но (мото) Такаги-сан, «Мастер дразнилок (бывшая) Такаги») с участием взрослой Такаги, теперь уже замужем за Нисикатой, и их дочери Ти выпускался в приложении к журналу MangaONE с 15 июля 2017 по 24 июля 2024 года. Всего было издано двадцать три тома третьего спин-оффа. 12 июня 2024 года стало известно, что спин-офф завершится на 314-й главе.
12 октября 2023 года стало известно, что с ноября этого же года в журнале Monthly Shonen Sunday будет публиковаться четвёртый спин-офф серии под названием Karakai Jozu no (?) Nishikata-san (яп. からかい上手（？）の西片さん Каракай дзё:дзу но (?) Нисиката-сан, «Мастер дразнилок (?) Нисиката»), главной героиней которого стала Ти Нисиката. Данный спин-офф состоит всего из десяти глав. Последняя глава была опубликована 9 августа 2024 года. Издан в одном томе-танкобоне.

#### Список томов
Teasing Master Takagi-san
| №  | Дата публикации                           | ISBN                                               |
| -- | ----------------------------------------- | -------------------------------------------------- |
| 01 | 12 июня 2014 г.                           | ISBN 978-4-0912-5015-5                             |
| 02 | 12 ноября 2014 г.                         | ISBN 978-4-0912-5527-3                             |
| 03 | 11 декабря 2015 г.                        | ISBN 978-4-0912-6650-7                             |
| 04 | 12 октября 2016 г.                        | ISBN 978-4-0912-7389-5                             |
| 05 | 10 февраля 2017 г.                        | ISBN 978-4-0912-7541-7                             |
| 06 | 10 августа 2017 г. 8 августа 2017 г. (СИ) | ISBN 978-4-0912-7730-5 ISBN 978-4-0994-1894-6 (СИ) |
| 07 | 12 декабря 2017 г. 8 декабря 2017 г. (СИ) | ISBN 978-4-0912-8062-6 ISBN 978-4-0994-3002-3 (СИ) |
| 08 | 9 февраля 2018 г. 7 февраля 2018 г. (СИ)  | ISBN 978-4-0912-8152-4 ISBN 978-4-0994-3003-0 (СИ) |
| 09 | 12 июня 2018 г.                           | ISBN 978-4-0912-8330-6 ISBN 978-4-0994-3016-0 (СИ) |
| 10 | 12 февраля 2019 г.                        | ISBN 978-4-0912-8860-8 ISBN 978-4-0994-3042-9 (СИ) |
| 11 | 4 июля 2019 г.                            | ISBN 978-4-0912-9287-2 ISBN 978-4-0994-3054-2 (СИ) |
| 12 | 12 декабря 2019 г.                        | ISBN 978-4-0912-9526-2                             |
| 13 | 12 марта 2020 г.                          | ISBN 978-4-0985-0034-5 ISBN 978-4-0994-3065-8 (СИ) |
| 14 | 12 августа 2020 г.                        | ISBN 978-4-0985-0210-3                             |
| 15 | 12 февраля 2021 г.                        | ISBN 978-4-0985-0449-7 ISBN 978-4-0994-3082-5 (СИ) |
| 16 | 10 сентября 2021 г.                       | ISBN 978-4-0985-0691-0                             |
| 17 | 12 января 2022 г.                         | ISBN 978-4-0985-0848-8                             |
| 18 | 8 июня 2022 г.                            | ISBN 978-4-0985-1171-6 ISBN 978-4-0994-3113-6 (СИ) |
| 19 | 10 марта 2023 г.                          | ISBN 978-4-0985-1763-3 ISBN 978-4-0994-3127-3 (СИ) |
| 20 | 12 января 2024 г.                         | ISBN 978-4-0985-3097-7 ISBN 978-4-0994-3148-8 (СИ) |

Ashita wa Doyobi
| №  | Дата публикации    | ISBN                   |
| -- | ------------------ | ---------------------- |
| 01 | 12 ноября 2015 г.  | ISBN 978-4-0912-6659-0 |
| 02 | 12 февраля 2016 г. | ISBN 978-4-0912-6660-6 |

Karakai Jozu no (Moto) Takagi-san
| №  | Дата публикации     | ISBN                   |
| -- | ------------------- | ---------------------- |
| 01 | 12 декабря 2017 г.  | ISBN 978-4-0912-8070-1 |
| 02 | 9 февраля 2018 г.   | ISBN 978-4-0912-7675-9 |
| 03 | 12 июля 2018 г.     | ISBN 978-4-0912-8402-0 |
| 04 | 12 февраля 2019 г.  | ISBN 978-4-0912-8875-2 |
| 05 | 12 марта 2019 г.    | ISBN 978-4-0912-9085-4 |
| 06 | 4 июля 2019 г.      | ISBN 978-4-0912-9286-5 |
| 07 | 12 ноября 2019 г.   | ISBN 978-4-0912-9465-4 |
| 08 | 10 января 2020 г.   | ISBN 978-4-0912-9570-5 |
| 09 | 12 августа 2020 г.  | ISBN 978-4-0985-0212-7 |
| 10 | 12 августа 2020 г.  | ISBN 978-4-0985-0216-5 |
| 11 | 12 февраля 2021 г.  | ISBN 978-4-0985-0450-3 |
| 12 | 10 сентября 2021 г. | ISBN 978-4-0985-0692-7 |
| 13 | 12 ноября 2021 г.   | ISBN 978-4-0985-0796-2 |
| 14 | 12 января 2022 г.   | ISBN 978-4-0985-0847-1 |
| 15 | 10 февраля 2022 г.  | ISBN 978-4-0985-0849-5 |
| 16 | 8 июня 2022 г.      | ISBN 978-4-0985-1170-9 |
| 17 | 10 марта 2023 г.    | ISBN 978-4-0985-1762-6 |
| 18 | 10 марта 2023 г.    | ISBN 978-4-0985-1765-7 |
| 19 | 12 января 2024 г.   | ISBN 978-4-0985-3098-4 |
| 20 | 12 марта 2024 г.    | ISBN 978-4-0985-3185-1 |
| 21 | 10 мая 2024 г.      | ISBN 978-4-0985-3332-9 |
| 22 | 11 сентября 2024 г. | ISBN 978-4-0985-3582-8 |
| 23 | 11 октября 2024 г.  | ISBN 978-4-0985-3652-8 |

Koi ni Koisuru Yukari-chan
| №  | Дата публикации    | ISBN                   |
| -- | ------------------ | ---------------------- |
| 01 | 9 февраля 2018 г.  | ISBN 978-4-0912-8187-6 |
| 02 | 12 июля 2018 г.    | ISBN 978-4-0912-8403-7 |
| 03 | 12 февраля 2019 г. | ISBN 978-4-0912-8876-9 |
| 04 | 12 декабря 2019 г. | ISBN 978-4-0912-9528-6 |
| 05 | 12 августа 2020 г. | ISBN 978-4-0985-0214-1 |

Karakai Jozu no (?) Nishikata-san
| № | Дата публикации    | ISBN                   |
| - | ------------------ | ---------------------- |
| — | 11 октября 2024 г. | ISBN 978-4-0985-3632-0 |

### Аниме
Об адаптации манги в виде аниме-телесериала было объявлено в августовском выпуске журнала Monthly Shonen Sunday за 2017 год. В качестве режиссёра сериала выступил Хироаки Акаги из Shin-Ei Animation, сценарий был написан Митико Ёкотэ, а за дизайн персонажей отвечала Ая Такано. Сериал выходил в телеэфир с 8 января по 26 марта 2018 года на Tokyo MX и других телеканалах.
Одновременно с этим аниме транлировалось по всему миру через сервис Crunchyroll с английским дубляжом. Сериал состоит из 12 серий. Начальная тема первого сезона — «Iwanai Kedo ne.» (яп. 言わないけどね。) в исполнении Юико Охары. В качестве завершающих тем Риэ Такахаси исполняет каверы на уже существующие песни: «Kimagure Romantic» (яп. 気まぐれロマンティック) от Ikimono-gakari (1—2 серия), «AM11:00» от HY (3—4 серии), «Bicycle» (яп. 自転車 Дзитэнся) от Judy and Mary (5—6 серии), «Kaze Fukeba Koi» (яп. 風吹けば恋) от Chatmonchy (7—8 серии), «Chiisana Koi no Uta» (яп. 小さな恋のうた) от Mongol800 (9—10 серии), «Ai Uta» (яп. 愛唄) от Greeeen (11 серия) и «Deatta Koro no You ni» (яп. 出逢った頃のように) от Every Little Thing (12 серии). Дополнительная OVA-серия была выпущена бонусом к изданию девятого тома манги, выпущенного 12 июля 2018 года.
На русском языке первый сезон доступен в сервисе Crunchyroll под названием «Озорная Такаги».
10 января 2019 года было объявлено, что сериал получит второй сезон; вся основная команда осталась прежней. Аниме выходило в эфир с 7 июля по 22 сентября 2019 года на Tokyo MX и других телеканалах, серии также были доступны эксклюзивно на Netflix в Японии; международный релиз на Netflix состоялся 6 декабря того же года. Начальная тема второго сезона — «Zero Centimeters» (яп. ゼロセンチメートル Дзэро Сэнтимэтору) в исполнении Охары. Как и в первом сезоне, завершающие темы являются каверами Такахаси: «Kanade» (яп. 奏（かなで）) от Sukima switch (1 серия), «Konayuki» (яп. 粉雪) от Remioromen (2 серия), «Kiseki» (яп. キセキ) от Greeeen (3—4 серии), «Arigato» (яп.  ありがとう) от Ikimono-gakari (5—6 серии), «STARS» Мики Накасимы (7 серия), «Anata ni» (яп. あなたに) от Mongol800 (8—9 серии), «Iwanai Kedo ne.» Охары (10—11 серии) и «Yasashii Kimochi» (яп. やさしい気持ち) Chara (12 серия).
Третий сезон и полнометражный фильм были официально анонсированы в сентябре 2021 года после тизера, приуроченного к выпуску шестнадцатого тома манги. Третий сезон выходил в эфир с 8 января по 26 марта 2022 года в блоке Super Animeism на MBS, TBS и других телеканалах. Юико Охара вернулась для исполнения начальной темы под названием «Straight Ahead» (яп. まっすぐ Массугу). Как и в двух первых сезонах, завершающие темы являются каверами Такахаси: «Yume de Aetara» (яп. 夢で逢えたら) Эйити Отаки (1 серия), «Over Drive» от Judy and Mary (2—3 серии), «Himawari no Yakusoku» (яп. ひまわりの約束) Мотохиро Хаты (4—5 серии), «Gakuen Tengoku» (яп. 学園天国) от Finger 5 (6 серия), «Joyful» (яп. じょいふる) от Ikimono-gakari (7—8 серии), «Santa Claus Is Coming to Town» (яп. サンタが町にやってくる) (9 серия), «Snow Magic Fantasy» (яп. スノーマジックファンタジー) от SEKAI NO OWARI (10—11 серии) и «Hana» (яп. 花) от Orange Range (12 серия). Muse Communication получила права на распространение третьего сезона в Юго-Восточной Азии.
Премьера полнометражного фильма состоялась 10 июня 2022 года; вся основная команда, работавшая над третьим сезоном, осталась прежней.

### Игра
Игра для мобильных устройств под названием Karakai Jozu no Takagi-san: Kyun-Kyun Records выпущена на Android и iOS весной 2022 года.

### Киноадаптации
В марте 2023 года было объявлено об адаптации манги в формат игрового кинопроизведения, режиссёром которого стал Рикия Имаидзуми. В сентябре этого же года стало известно, что манга будет адаптирована в формат дорамы, производством которой занялись телеканал TBS и студия FINE Entertainment. На должность сценаристов были назначены Рикия Имаидзуми, Томоки Канадзава и Дзюн Хагимори. Трансляция дорамы проходила с 2 апреля по 21 мая 2024 года в программном блоке Drama Stream телеканала TBS. Также транслировалась посредством стримингового сервиса Netflix.
В конце ноября 2023 года стало известно о съёмках полнометражного игрового фильма, режиссёром которого стал Рикия Имаидзуми. На должность сценаристов фильма, как и дорамы, были назначены Имаидзуми, Канадзава и Хагимори, а на должность композитора — Такаси Омама. Действие фильма происходит спустя десять лет после событий манги; Такаги работает учителем-стажёром, а Нисиката — тренером в той самой средней школе, в которой они учились вместе. Премьера фильма в Японии состоялась 31 мая 2024 года.
Основная музыкальная тема дорамы и фильма — «Haruka» (яп. 遥か Харука, «Вдали»), исполненная певицей Aimer.

## Приём
К декабрю 2016 года тираж манги составил более 1 миллиона копий. К февралю 2018 года это число увеличилось до 4 миллионов копий. По состоянию на февраль 2019 года тираж манги составил 6 миллионов копий. По данным на август 2021 года совокупный тираж манги превысил 10 миллионов проданных копий.
Дважды, в 2015 и 2016 годах, манга была номинирована на премию Next Manga Award в категории «Лучшая печатная манга». В январе 2017 года манга была номинирована на 10-й церемонии премии Манга тайсё, заняв по итогу голосования десятое место с 30 баллами. В феврале 2017 года манга возглавила рейтинг «Комиксы 2020 года, рекомендованные сотрудниками национальных книжных магазинов» интернет-магазина Honya Club. В марте этого же года манга заняла первое место в опросе «Самая желанная аниме-адаптация незавершённой манги» от сайта Anime! Anime!. В декабре 2018 года журнал Da Vinci издательства Media Factory в выпуске за январь 2019 года поставил мангу на сорок восьмое место в рейтинге «Книга года». В выпуске журнала за январь 2020 года Teasing Master Takagi-san наряду с мангой «Госпожа Кагуя: В любви как на войне» была помещена на сорок шестое место. На 66-й церемонии премии манги Shogakukan в 2021 году Teasing Master Takagi-san наряду с Chainsaw Man выиграла премию в категории «сёнэн».